# Lanciers lituaniens de la Garde impériale
Die Lanciers lituaniens de la Garde impériale – „Litauischen Ulanen der kaiserlichen Garde“ (auch: 3e régiment de chevau-légers lanciers de la Garde impériale) war eine Einheit der leichten Kavallerie der kaiserlichen Garde, aufgestellt auf Anweisung von Napoléon Bonaparte und vom Juli 1812 bis zum März 1813 im Dienst der Grande Armée.
Errichtet während des Russlandfeldzuges aus litauischen Adeligen wurde das Regiment von dem Général Jan Konopka, Major der „Lanciers polonais de la Garde impériale“ (Polnische Ulanen der kaiserlichen Garde) kommandiert. Beim Vormarsch in Richtung auf Minsk im Oktober 1812, wurden zwei Escadrons unter dem direkten Befehl von Konopka bei Slonim durch russische Truppen aufgerieben. Die beiden anderen Escadrons, die davon nicht betroffen waren, wurden nach der Auflösung des Corps am 22. März 1813 in das Regiment der „Lanciers polonais de la Garde impériale“  eingegliedert.
Napoléon vermutete schon bald unrealistischerweise ein starkes militärische Potential der Litauer und wünschte sich die Aufstellung einer großen litauischen Armee. Er fügte seiner kaiserlichen Garde die Litauischen Ulanen, sowie eine Escadron litauischer Tartaren (Tartares lituaniens de la Garde impériale) zu.

## Organisation
Am 5. Juli 1812 entschied Napoléon per Dekret die Aufstellung eines 3. Ulanenregiments, das zur kaiserlichen Garde gehören würde. Die Sollstärke betrug 1218 Männer, gegliedert in fünf Escadrons. Zwei Escadrons wurden in Warschau aus litauischen Adeligen gebildet. Der Général Jan Konopka, Major im 1. Regiment der polnischen Gardeulanen übernahm das Kommando, unterstützt von den Majoren Tanski und Chlusowicz. Die (freiwilligen) Reiter mussten sowohl für ihr Pferd als auch für die Uniform selbst aufkommen. Das Dekret bestimmte auch, dass das Stockmaß der Pferde zwischen 4 Fuß, 6 Zoll und 4 Fuß 9 Zoll liegen musste. Der Sold war der gleiche wie beim 2. Regiment der Gardeulanen (Lanciers rouges de la Garde impériale).
In einem Brief vom 29. September 1812 schrieb Napoléon an Hugues-Bernard Maret, Herzog von Bassano:

„Der Colonel des „3e régiment des lanciers de la Garde“ scheint in der Lage zu sein, 1200 Pferde zu beschaffen. Schreiben Sie ihm, er soll die ersten 500 in Marsch setzten, sobald er dazu in der Lage ist und das Regiment auf die 1200 Männer, Pferde und das notwendige Geschirr dann im Feldlager komplettieren. Ich glaube, daß er Geld zur Verfügung hat und keine Einwände dagegen haben wird.“

## Feldzug in Russland: das Desaster bei Slonim
Das Regiment nahm im Jahre 1812 am Feldzug nach Russland teil. Im Oktober erhielt der Général Konopka in Grodno den Befehl nach Minsk zu marschieren. Auf dem Weg dahin, entschied er sich für einen Halt in dem Dorf Slonim. Die Ulanen quartierten sich gegen den Rat von Colonel-major Tanski (er war von Konopka mit zwei Escadronen nach Grodno zurückgeschickt worden) für mehrere Tage in Slonim ein. Am 19. Oktober, in der Nacht nach dem Abrücken von Tanski und seiner Abteilung, wurde die zurückgebliebenen Teile des Regiments überraschend von einem russischen Verband unter General Czaplicz, (er gehörte zum Armeekorps von General Tschitschagow) angegriffen und aufgerieben.
Der Général Konopka geriet verwundet in Gefangenschaft, mit ihm 55 Offiziere und Unteroffiziere, 5 Trompeter und 186 Ulanen. Der Rest der beiden Escadronen war tot oder verwundet. Des Weiteren konnten die Russen wichtige Papiere und umfangreiches Material erbeuten.
Die beiden, vorher abgerückten Escadrons unter dem Befehl von Colonel-major Tanski befanden sich in Grodno in einer Stärke von 590 Reitern und bildeten mit diesem Rest das nunmehrige 3. Gardeulanenregiment. Im Januar wurden es noch einmal um 60 Reiter verstärkt und im gleichen Monat dem 1. Gardeulanenregiment (Regiment der polnischen Ulanen) unterstellt.
Am 22. März 1813 wurde das 3. Gardeulanenregiment offiziell aufgelöst, die noch verbliebenen Reiter in das 1er régiment de chevau-légers lanciers polonais eingegliedert.

## Uniformen

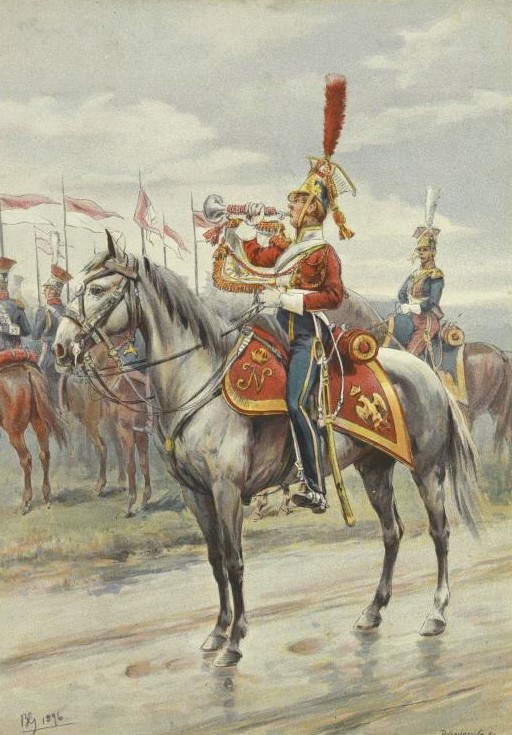
Trompeter des 3^{e} régiment de lanciers de la Garde impériale (Gemälde von Bronisław Gembarzewski 1896).

Der russische General Alexandre Andrault de Langeron schrieb in seinen Mémoires:

„Le général Konopka formait [le régiment] pour la garde de Napoléon ; il était composé en grande partie de jeunes gens des premières familles de Lithuanie et de Volhynie ; on ne peut se faire une idée de la richesse et de l'élégance de leurs costumes et de la beauté de leurs chevaux.“

(Der Général Konopka stellte das Regiment für die Garde von Napoleon auf, es war zum großen Teil zusammengesetzt aus den jungen Herren der ersten Familien von Litauen und Wolhynien. Man kann sich keine Vorstellung machen über die Aufwendigkeit und Eleganz der Uniformen und die Klasse der Pferde)
Die Uniformen wurden unter der Verantwortung von Lieutenant Cichocki angefertigt, der mit der Beschaffung beauftragt worden war. Mit der Unmöglichkeit, in einem kriegführenden Land ein Bekleidungsmagazin einzurichten, wurden die Uniformen in den jeweiligen Städten von den Manufakturen angefertigt. Dazu schloss der Bekleidungsoffizier entsprechende Verträge ab.
Die Uniform ähnelte stark der der polnischen Ulanen des 1. Regiments. Es waren lediglich die Knöpfe in Messing oder goldfarben, auch die Passepoils und Tschakobehänge waren gelb oder aus Goldgespinst.
Eine Abbildung von Patrice Courcelle, erschienen in dem Werk Napoleon’s Polish Lancers of the Imperial Guard von Ronald Pawly, stellt einen Ulan des 3. Regiments dar. Die Abbildung geht auf ein Aquarell von Johann Nepomuk Hoechle zurück. Der Ulan allerdings erscheint hier in einer „provisorischen“ Uniform. Er trägt eine Tschapka, verkleidet mit karminrotem, kanneliertem Tuch und weißer Borte, verziert mit einem weißen Federstutz. Die Behänge des Tschakos sind ebenfalls weiß. Auf der Stirnseite befindet sich eine kupferne Plakette. Die Kurtka ist blau mit karminroten Kragen und Aufschlägen, weißen Borten und weißen Knöpfen. Epauletten, Schulterschnüre und Lederkoppel sind weiß. Die Hose zur Dienstuniform ist grau mit karminroten Biesen und einer Reihe von weißen Knöpfen.

### Trompeter
Die Tschapka der Trompeter war aus weißem, gerilltem Stoff, sowie goldenen Passepoils und gelbem oder karminrotem Gehänge. Der Federstutz war karminrot. Die Kurtka war ebenfalls karminrot mit weißen Aufschlägen. Die Hosen waren blau mit doppelten gelben Biesen.